# Mérinchal
 Mérinchal  es una comuna (municipio) de Francia, en la región de Lemosín, departamento de Creuse, en el distrito de Aubusson, en el cantón de Crocq, del que es la mayor población. 
Su población en el censo de 1999 era de 821 habitantes.
En sus proximidades nace el río Cher.
Está integrada en la Communauté de communes du Haut Pays Marchois, de la que es la mayor población.

## Demografía
| 137 feux | 259 feux dont 114 pour Mérinchal-Barmont, et 145 pour Mérinchal-la-Mothe | 181 feux (paroisse de Mérinchal-Barmont) | 2 212 | 2 212 | 2 031 |
| Para los censos de 1962 a 1999 la población legal corresponde a la población sin duplicidades (Fuente: INSEE [Consultar]) |                                                                          |                                          |       |       |       |